# Лубјанка (зграда)
Лубјанка (рус. Лубя́нка) је популарно име за штаб НКВД-а и затвор на тргу Лубјанка у Москви, Русија. То је велика необарокна зграда са фасадом од жуте опеке коју је пројектовао Александар В. Иванов 1897,  адаптирана по пројекту Алексеја Шчусева између 1940. и 1947. Лубјанка је оригинално изграђена као штаб Сверуског осигуравајућег друштва. Зграда има лепе подове од паркета и бледо зелене зидове.
Након Октобарске револуције, зграду је преузела држава и користила је као седиште тајне полиције, која се у то време звала Чека. Током Велике чистке, зграда је била претрпана особљем. 
Током 1940. увећана је додатком једног спрата и подземних објеката. Рад је био ометен ратом и фасада ја остала асиметрична све до 1983, кад је рестаурирана на инсистирање Јурија Андропова.